# Psychotria galeottiana
Psychotria galeottiana là một loài thực vật có hoa trong họ Thiến thảo. Loài này được (M.Martens) C.M.Taylor & Lorence miêu tả khoa học đầu tiên năm 1985.